# Hellraiser: Hellseeker
Hellraiser: Hellseeker is een Amerikaanse horrorfilm uit 2002 onder regie van Rick Bota. Het is het tweede deel in de Hellraiser-filmserie waar de oorspronkelijke bedenker Clive Barker niet bij betrokken was. Het was tevens het tweede deel dat direct-naar-video werd uitgebracht.

## Synopsis
De puzzel, de Lament Configuratie, wordt opgelost en de demonische Pinhead komt samen met zijn legioen Cenobites terug op aarde. Ze zaaien direct hel en verdoemenis over iedereen die hen tegen durft te werken. Zware mishandeling, marteling en een pijnlijke dood zijn de gruwelijke littekens die ze achterlaten. Kirsty, de enige die Pinhead ooit verslagen heeft, moet ingrijpen en gaat de gruwelijke krachtmeting aan. Ook zij merkt nu zijn enorm toegenomen krachten, zijn duivelse streken en zijn ultieme kwaad.

## Rolverdeling
- Doug Bradley: Pinhead
- Ashley Laurence: Kirsty Cotton-Gooden
- Dean Winters: Trevor Gooden
- William S. Taylor: Det. Mike Lange
- Michael Rogers: Rechercheur Givens
- Rachel Hayward: Dr. Allison Dormer
- Trevor White: Bret
- Sarah-Jane Redmond: Gwen Stevens
- Jody Thompson: Tawny
- Kaaren de Zilva: Sage
- Dale Wilson: Hoofdchirurg / Chirurg Cenobite
- Ken Camroux: Dr. Ambrose
- Brenda McDonald: Hoekige zuster